# ズーキヤ

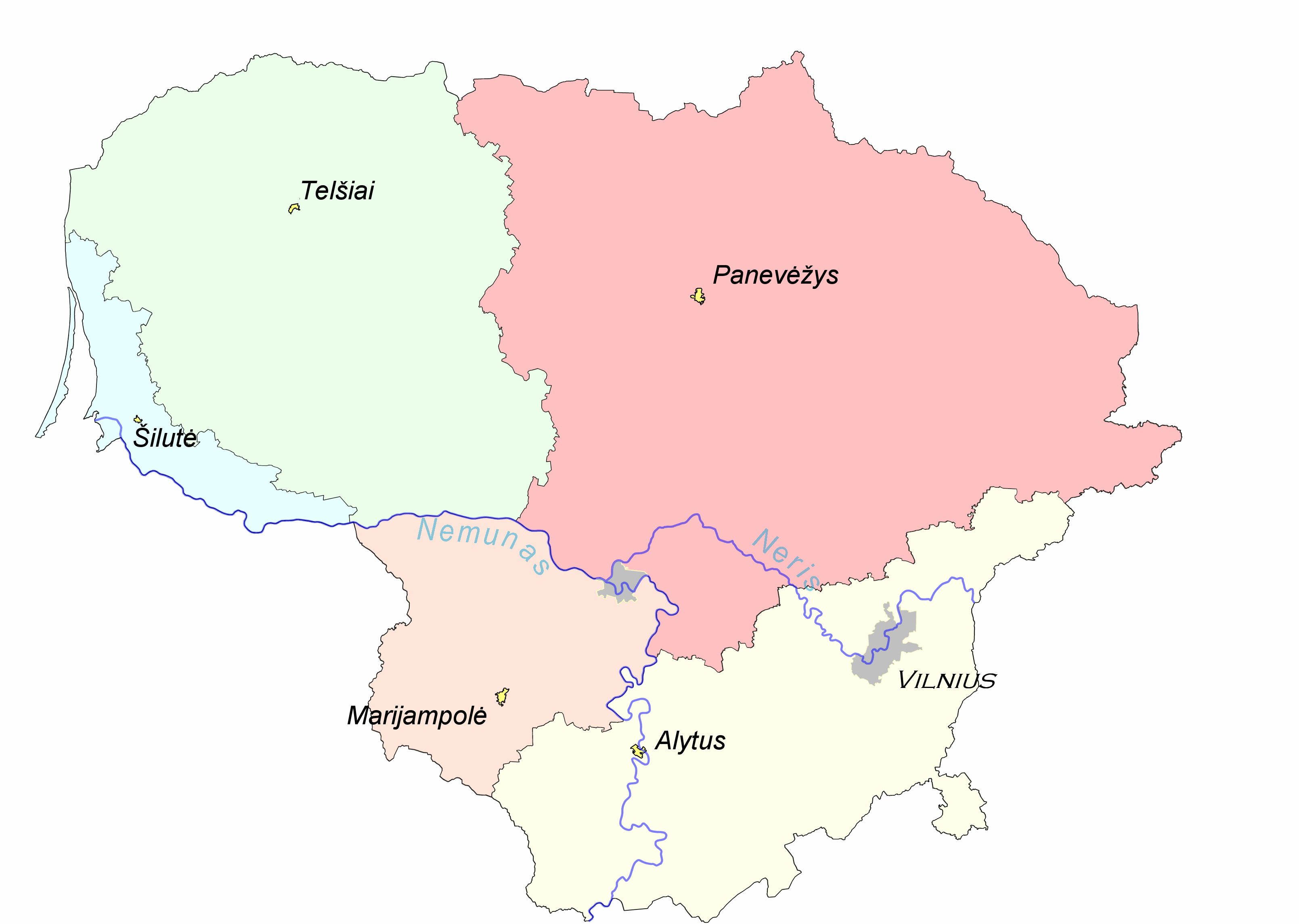
リトアニアの民族誌上の地方区分。黄色の部分がズーキヤ地方である。

ズーキヤ（リトアニア語: Dzūkija）またはダイナヴァ（Dainava）は、リトアニアに5つある民族誌上の地方の一つ。現在のリトアニア南東部にあたる。
ズーキヤ地方は現地住民（主に地方に住む農民）の伝統的な生活様式や彼らの話す方言によって他の地方と区別されており、政治や行政の観点から独立した地域とされたことは一度もない。また伝統的にアリートゥスがズーキヤ地方の中心都市とされるが、アリートゥスが最大都市というわけではない。第一次世界大戦後はポーランド第二共和国の領土であった。

## 地理

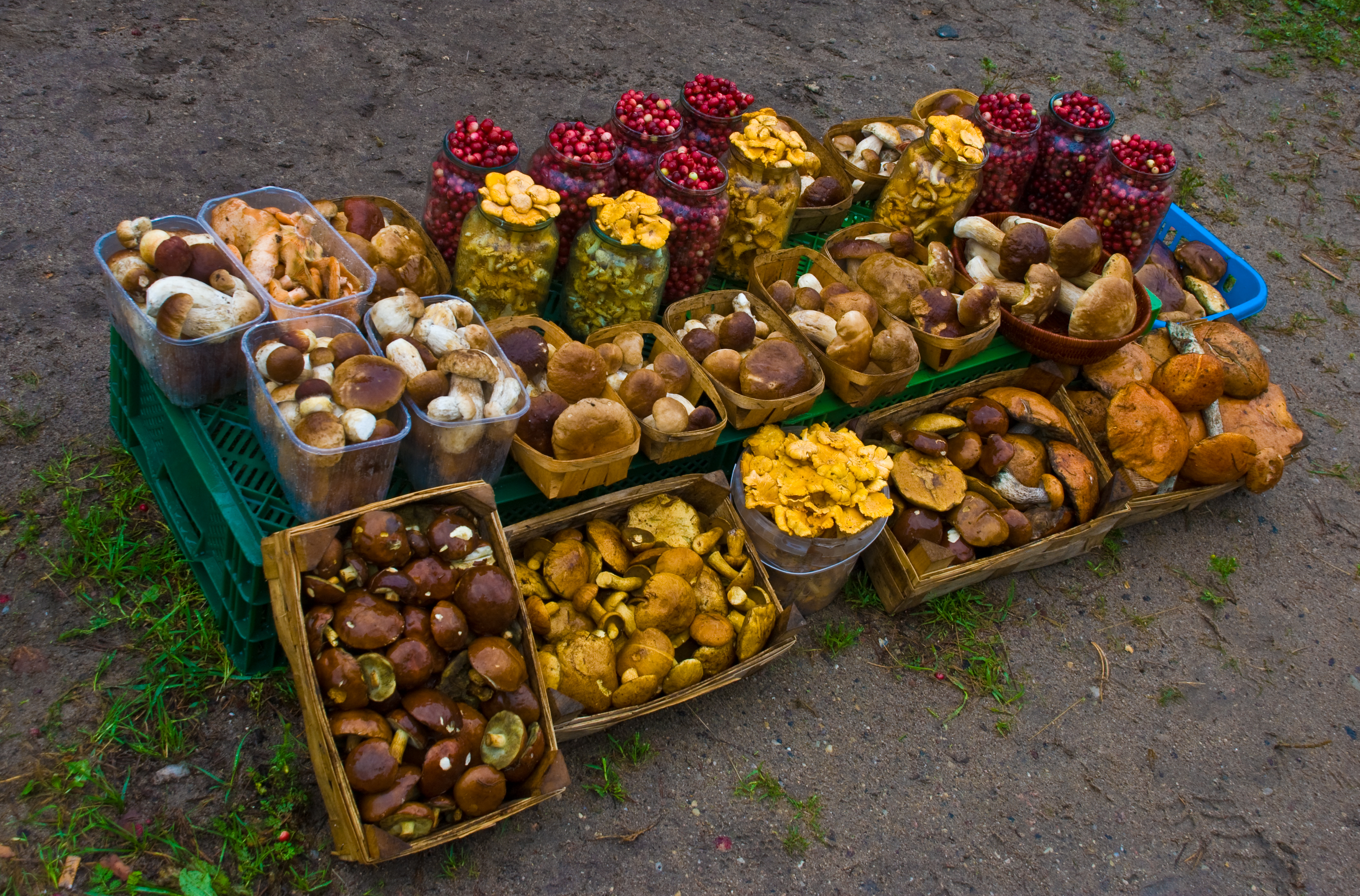
現地の農民にとって重要であったキノコ採集、ベリー採集

ズーキヤ地方はリトアニアの南東部に位置し、行政上はアリートゥス郡とヴィリニュス郡の南部によって構成されている。歴史的には、現在のポーランド北東部（ポドラシェ県）やベラルーシ西部も含んでいた。
ズーキヤ地方はリトアニアで最も人口密度が低く、ヴァレナ地区自治体では人口密度が15人/km2を下回る。
ズーキヤ地方の大半は砂地で、農業には不向きな土地である。そのため、ズーキヤ地方にはマツが密集して生息し、リトアニアで最も大きな森もズーキヤ地方にある（ダイナヴァの森）。ベラルーシとの国境近くにはリトアニア最大の湿地であるチェプケレイ (Čepkeliai) 湿地もある。
土地が痩せているために農産物の収穫量は少なく、そのため他の地方と比べて貧困な状況にあった。農民は食用のキノコやベリーを森から採集して補っていた。現在でもキノコ採集は地方の経済を支える重要な産業の一つである。
リトアニアに5つある国立公園のうち、ズーキヤ地方には、ヴァレナ東部のズーキヤ国立公園（1991年制定）とトラカイ近郊のトラカイ国立歴史公園（1992年制定）の2つがある。

## 言語
伝統的にズーキヤの人々はズーキヤ方言（あるいは南アウクシュタイティヤ方言）を話す。これはアウクシュタイティヤ方言の下位方言に位置づけられている。他の地方と同様、ズーキヤ地方でも学校教育やメディアを通してリトアニア語の標準語が浸透しており、ズーキヤ方言は廃れつつある。
16世紀初期に書かれた最初のリトアニア語の手書きの文章には、ズーキヤ方言の特徴が見られる。

## シンボル

ズーキヤ地方の紋章

ズーキヤ地方の紋章は、青い盾の中にポールウェポンを持った白い戦士が描かれており、青色は忠誠心と強さを表している。2匹のヤマネコが紋章を支えており、ラテン語で "Ex gente bellicosissima populus laboriosus" と書かれている。
この紋章は、歴史上のトラカイの紋章を参考に、2003年に紋章芸術家のアルヴィーダス・カジュダイリスによって制作された。ズーキヤ地方はかつてトラカイ公国の一領域であり、その後14世紀から18世紀にかけてはトラカイ県の一部であった。この紋章は、トラカイ地区自治体の紋章（赤い盾の中に槍を持った戦士が描かれている）に修正を加えたものである。これは元々はトラカイ公ケーストゥティス（1297年 - 1382年）の紋章であった。ちなみに、同様のデザインは2004年にアリートゥス郡の郡章にも採用されている。